# HD 1461 c
HD 1461 c，或稱為天倉增十九c，是一個環繞視星等6等黃矮星天倉增十九的系外行星，位於鯨魚座，距離地球約76光年。

## 概要
該行星的最低質量是地球的5.9倍，屬於超級地球。就像大多數超級地球一樣，該行星相當接近母恆星，與母恆星的距離只有0.11174天文單位，軌道週期13.5日。該行星因為並非以直接偵測方式發現，目前仍無法知道其組成，可能是內部有水冰和厚層氫與氦，外層為岩石的行星。該行星於2011年9月12日以徑向速度法在凱克天文台和英澳天文台發現。